# Phoebe glabrifolia
Phoebe glabrifolia är en lagerväxtart som beskrevs av Elmer Drew Merrill. Phoebe glabrifolia ingår i släktet Phoebe och familjen lagerväxter. Inga underarter finns listade i Catalogue of Life.